# 朝日超爽啤酒

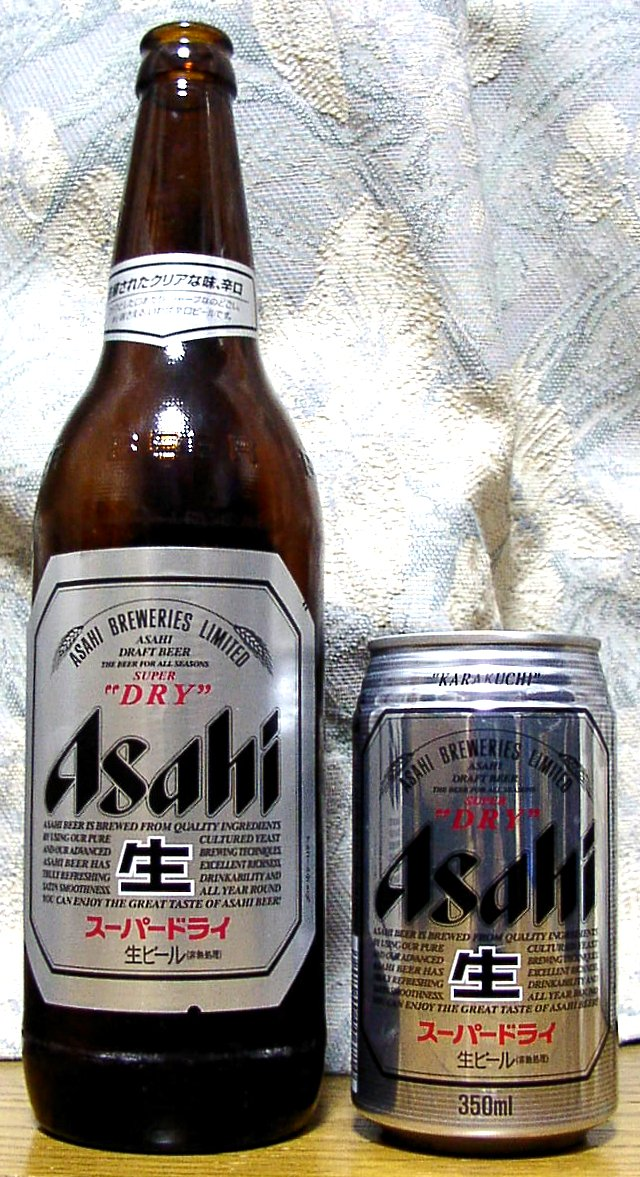

朝日超爽啤酒（日语：アサヒスーパードライ）是朝日啤酒生產銷售的一款啤酒。這款啤酒自1987年3月17日上市。和當時日本國內其它的啤酒相比，朝日超爽啤酒的苦味和甜味均較少，而辣味刺激則有加強，酒精度數從4.5%增加到5%。朝日超爽啤酒上市後大獲好評，不僅長期維持日本啤酒市場銷售龍頭地位，也擴大了日本啤酒市場本身的規模。